# Скаульхольт
Скаульхольт (исл. Skálholt) — город в Исландии. Расположен на юге острова, в сисле Аурнессисла, на реке Хвитау. Через город проходит туристический маршрут «Золотое кольцо». В настоящее время Скаульхольт представляет собой небольшое поселение с крупным собором.
Административно относится к общине Блаускоугабиггд.

## История

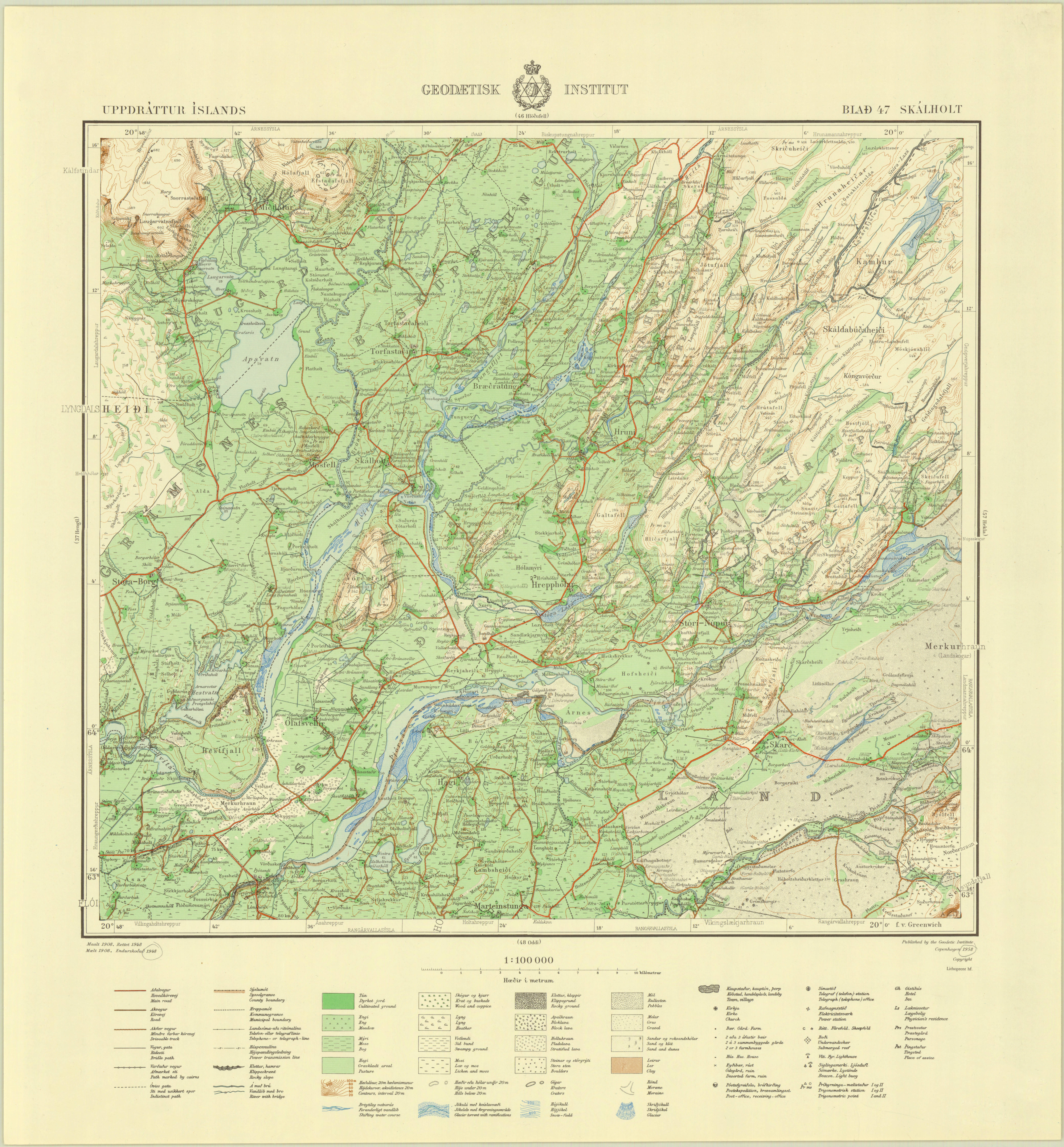
Топографическая карта окрестностей города Скаульхольт, 1948 г.

Скаульхольт — значительный религиозный центр Исландии. Город был построен в середине XI века. В 1056 году здесь было образовано первое епископство страны. На протяжении столетий с этим городом были связаны основные события культурной и политической жизни Исландии. В Скаульхольте была открыта первая исландская школа (Skálholtsskóli), основание которой традиционно датируется 1056 годом — годом поставления епископа Ислейва, который обучал мальчиков. Двое из его учеников стали епископами.
В 1550 году здесь были убиты последний католический епископ Йоун Арасон и члены его семьи. 
Епископская резиденция была полностью разрушена сильным землетрясением 1784 года, епископ Скаульхольта Финнюр Йоунссон вынужден был переехать в Рейкьявик, в 1801 году упразднён диоцез Хоулара и в Исландии остался только один епископ. На протяжении почти 500 лет (1056—1550) в Скаульхольте сменились 32 католических епископа и в период с 1541 по 1746 — 13 протестантских.

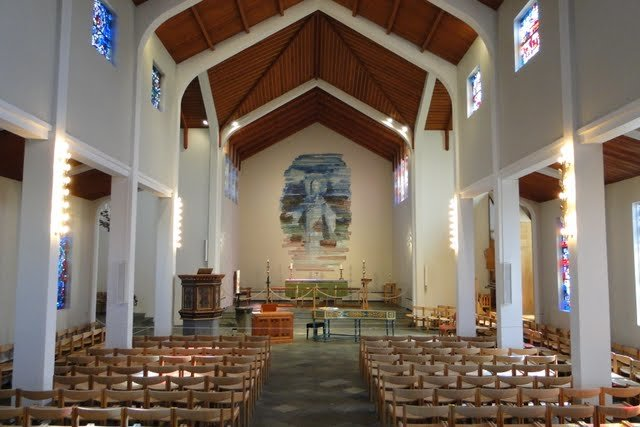
Скаульхольт, внутренний вид собора

Новый собор в Скаульхольте строился с 1956 по 1963 год при помощи ряда скандинавских стран. Ежегодно в Скаульхольте, в здании церкви, проводится международный летний фестиваль классической музыки.

## Карта из Скаульхольта
Карта из Скаульхольта — карта, созданная около 1590 года молодым учителем по имени Сигурд Стефаунссон (Sigurd Stefánsson). Используя документальные свидетельства, Сигурд нанёс на карту места древних норвежских открытий в западной части Атлантики, включая Винланд, Хеллуланд и Маркланд. В Королевской библиотеке Дании до сих пор хранится копия карты, которую в 1690 году сделал епископ Тоурдюр Торлаукссон (Þórður Þorláksson).